# 貢加索
貢加索（法語：Gongasso），是馬里的城鎮，位於該國西部，由錫卡索區的錫卡索省負責管轄，面積378平方公里，海拔高度425米，2009年人口8,465，人口密度每平方公里22人。